# 均水
均水为古代河水名，是丹水和淅水交汇后形成的河流，均水的部分流域已淹没于丹江口水库下面。

## 记载
- 《水经注》：均水自南乡合丹水，又南经顺阳县西白石山，又南注沔。其入沔处亦曰涓口，亦曰均口。
- 《汉书·地理志》作“钧”。汉水支流之一，上、中游即今河南淅河，下游即汇合淅河以后的丹江。